# 永興湾要塞
永興湾要塞（えいこうわんようさい）とは、朝鮮半島北部の永興湾防備のため設置された大日本帝国陸軍の要塞である。

## 概要
日露戦争に伴い、永興湾の安全を確保し、また損傷艦船の修理を行うため、1904年8月、第4臨時築城団が編成され、12砲台が建設された。1905年5月、永興湾要塞司令部が元山に設置された。
本要塞はその後に増強は行われず、虎島第3砲台が廃止され、大島第2砲台・虎島第4砲台が予備砲台となるなど縮小された。

## 年譜
- 1905年（明治38年）2月 - 薪島第1砲台・薪島第2砲台・大島第1砲台・大島第2砲台・虎島第3砲台・虎島第4砲台着工
  - 3月 - 虎島第1砲台・虎島第2砲台・新樟里砲台・元平里砲台・鶯城砲台・南端砲台着工
  - 5月 - 永興湾要塞司令部設置
  - 7月 - 薪島第1砲台・薪島第2砲台・大島第1砲台・大島第2砲台・虎島第1砲台・虎島第3砲台竣工
  - 8月 - 虎島第2砲台・虎島第4砲台・新樟里砲台・元平里砲台・鶯城砲台・南端砲台竣工
- 1912年（大正2年）10月11日 - 要塞司令部が咸鏡南道元山府に移転[1]。

## 主要な施設
- 薪島第1砲台
- 薪島第2砲台
- 大島第1砲台
- 大島第2砲台 ※のち要塞整理により火砲を撤去し予備砲台となる。
- 虎島第1砲台
- 虎島第2砲台
- 虎島第3砲台 ※のち要塞整理により除籍廃止。
- 虎島第4砲台 ※のち要塞整理により火砲を撤去し予備砲台となる。
- 新樟里砲台
- 元平里砲台
- 鶯城砲台
- 南端砲台

## 歴代司令官
- （兼）土居源市 砲兵少佐：1905年 - 1907年2月28日
- 土居源市 砲兵少佐：1907年2月28日 - 10月9日
- 内藤瀧蔵 砲兵少佐：1907年10月9日 -
- 服部米次郎 砲兵少佐：1908年12月21日 -
- 山下弥太郎 砲兵少佐：1910年6月21日 -

※この間不明。
- 小森龍三 砲兵少佐：1920年8月10日[2] -
- 武川鎤 砲兵少佐：1921年7月20日[3] -
- 山根信一郎 砲兵中佐：1924年12月15日[4] -
- 木全良雄 中佐：1927年7月26日 -
- 武雄清吾 中佐：1928年8月10日 -
- 池永武雄 中佐：1931年8月1日 -
- 横浜和義 大佐：1933年8月1日 -
- 池田竜三郎 大佐：1935年3月15日 -
- 砂川泰 大佐：1936年8月1日 -
- 田中久 大佐：1938年3月1日 -
- 松島唯雄 大佐：1939年11月10日 -
- 多田勇夫 大佐：1943年8月2日 -